# Juan José Nieto Gil
Juan José Nieto Gil (Loma del Muerto, Sibarco, Baranoa, provincia de Cartagena, Virreinato de la Nueva Granada, 24 de junio de 1805-Cartagena de Indias, Estados Unidos de Colombia, 16 de julio de 1866) fue un político, escritor, militar y estadista colombiano, que se desempeñó como presidente en rebelión de la Confederación Granadina en 1861. Fue el primer y, hasta la fecha, único presidente afrodescendiente de Colombia. Su mandato se caracterizó por estar en medio de una guerra civil y por no haber sido elegido democráticamente.
Nieto desempeñó diversos cargos públicos. Fue elegido representante a la Cámara para el periodo 1850-1852, se posesionó en la gobernación de Bolívar el 22 de julio de 1851, decretando en 1852 la expulsión del obispo Pedro Antonio Torre. Fue gobernador por elección popular en 1854 y primer presidente constitucional del Estado Soberano de Bolívar entre 1860 y 1865. Fue reelegido gobernador de acuerdo con la Constitución de 1853.

## Biografía

### Vida personal
Juan José Nieto Gil nació el 24 de junio de 1805 en Sibarco, corregimiento de Baranoa, entonces parte del virreinato de Nueva Granada. Hijo de Tomás Nicolás Nieto, inmigrante español y Benedicta Gil, miembro de una familia local criolla, gente dedicada a la fabricación de mechas de algodón para las velas. Pasó sus primeros años de formación en Baranoa, pero tras la independencia de Cartagena de Indias en 1811 su familia decidió trasladarse permanentemente a la ciudad.
En su juventud, más atraído por los libros que por su devoción, hizo parte de la curia oficiando como sacristán del cura del pueblo Antonio Rozo. Fue ahí donde llegó a conocer el «Catecismo de Astete», así como el «Instrucción popular» de Juan Fernández de Sotomayor.
Se inició profesionalmente trabajando como escribiente en el almacén del comerciante canario José Palacio y Ponce de León, quien impresionado por el intelecto de Nieto, le facilitó el acceso a libros que contribuyeron a la formación autodidacta del joven y finalmente accedió el 13 de septiembre de 1827 a otorgarle la mano en matrimonio de María Margarita del Carmen, hija del español y María Teresa Leguina. Siendo Juan José Nieto mulato, la boda con la hija de un comerciante español supuso un impulso hacia arriba en la escala social de la época. Antes de llegar a los treinta años, Nieto ya se encontraba sirviendo en cargos públicos de relativa importancia.
La primera esposa de Nieto murió relativamente joven, tras lo cual él contrajo segundas nupcias el día 21 de abril de 1834 con María Teresa Plácida de Dolores Cavero. La nueva familia se estableció en su residencia ubicada en la calle de la Inquisición, a tres cuadras del Palacio de Gobierno en Cartagena.

### Carrera política
Fue amigo del general Francisco de Paula Santander e intercambió con él una nutrida correspondencia. En algunas de sus cartas puede rastrearse su adhesión al modelo federalista. Esta proximidad llevó a su nombramiento el 2 de septiembre de 1833 como Guardalmacén de la Plaza de Cartagena, su primer cargo público.
En 1839 hace su ingreso a la masonería, los contactos que haría al interior de la logia serían de suma importancia para el resto de su carrera política.
En el año de 1836 toma posición en su primer cargo de elección popular como diputado a la Cámara provincial de Cartagena por el Distrito de la Catedral. En 1839 fue elegido por segunda vez para el mismo cargo. Sus mayores contendores lo fueron los «ministeriales», miembros del Partido Ministerial (predecesor del Partido Conservador). Su mayor apoyo lo tuvo en el gremio de los artesanos del Distrito de la Catedral, que más tarde pasarían a formar parte de la facción política conocida como los Draconianos.
Nieto haría parte del Partido Progresista (predecesor del Partido Liberal), como partidario de Santander. Al mismo le explicaría en una carta que se consideraba «federalista por opinión informada y no por caprichos del corazón, porque él aspiraba a una forma de gobierno que le abriera espacios y posibilidades eficaces al desarrollo de nuestra provincia». A juicio del antiguo vicepresidente de Colombia Gustavo Bell, Nieto «hizo la defensa del sistema federal y de la Costa como región, pero nunca con un ánimo separatista de la región andina. Desde 1835, recién formada la república, Nieto ya tenía una visión amplia del país».
Participó en la Guerra de los Supremos al lado del general Francisco Javier Carmona, en 1840, la cual tuvo su raíz en la ley que ordenó el cierre de los conventos que albergaban menos de 8 religiosos y su conversión en escuelas públicas. A pesar de los orígenes religiosos de la revuelta en el sur del país, Nieto, como muchos otros líderes de la región Caribe, se unió al bando rebelde no por alguna motivación religiosa sino a fin de defender el federalismo. La rebelión finalmente fracasaría y en el Batalla de Tescua fue apresado por el general Tomás Cipriano de Mosquera. 
Fue remitido al Castillo de San Luis de Bocachica primero y posteriormente al Fuerte de San Lorenzo en Panamá, en donde fue recluido. Inicialmente fue condenado a morir fusilado pero finalmente Mosquera conmutaría la pena. Gracias a la intervención de su amante, la mulata Susana Llamas, y sus hermanos de la logia masónica, se dio fin a su arresto y fue objeto del destierro a la  Jamaica británica junto con otros sublevados. En Kingston Nieto continúo involucrándose en la masonería y funda en 1844 una nueva Logia, La Concordia y escala hasta alcanzar el grado 32 (Sublime Valiente Príncipe del Real Secreto) y para 1850 es considerado como Soberano Gran Comendador del Consejo Neogranadino en el grado 33.
El Congreso de la República aprobó en 1847 una ley de amnistía, gracias a la cual Juan José Nieto pudo regresar a Cartagena, en donde funda el semanario La Democracia.
El 22 de julio de 1851 es nombrado gobernador de la Provincia de Cartagena por el presidente José Hilario López con el apoyo de las Sociedades Democráticas.
El 1 de enero de 1852, en ejercicio como gobernador precedió a aplicar la abolición de la esclavitud en Colombia. En la Plaza del Matadero de Cartagena promulgó:

Mis hermanos, desde hoy se acabaron los esclavos, y es por eso que les saludo en este día, el más bello que ha traído la República… Es el día en que ha desaparecido de entre nosotros el odioso título de señor y esclavo, y en que ninguno de nuestros hermanos llevará colgada en su cuello la poderosa, la negra, cadena de la servidumbre (...) Celebramos el triunfo de la humanidad sobre la violencia. Bien puede pesarle a los rancios privilegios, nada importa.

En este periodo también apoyó a los indígenas que reclamaban sus derechos a permanecer en sus resguardos. Como gobernador decretó el destierro del Obispo de Cartagena Pedro Antonio Torres, por su desobediencia a la ley sobre elección popular de párrocos, ordenó igualmente la clausura de varios conventos, como el de Santa Teresa. Bajo su mandato se inauguró en Cartagena la primera escuela primaria oficial de niñas y promovió la reconstrucción del Canal del Dique, el cual se encontraba en serio deterioro.
Fue fuerte partidario de la Constitución neogranadina de 1853 a la cual describió como «la más liberal conocida en la América del sur (…) el Gobierno del pueblo, por el pueblo y para el pueblo ha llegado (…) Será la República de todos». La constitución extendió el derecho al sufragio a todos los ciudadanos, impuso el voto popular directo y la federalización municipal, al tiempo que se entronizó la elección popular de los gobernadores. En la primera elección, con el apoyo de las Sociedades Democráticas Nieto fue elegido gobernador y se posesionó el 1 de enero de 1854.
El 17 de abril de 1854 apoyó el golpe de Estado llevado a cabo por el liderazgo del general José María Melo. Como gobernador sancionó la segunda constitución política del estado del Bolívar. Las tropas de Tomás Cipriano de Mosquera dominaron la región Caribe a partir de Barranquilla y enfrentaron Nieto, y los rebeldes constitucionalistas lo suspendieron del ejercicio de su cargo el 12 de junio de 1854.
El 3 de julio de 1860 declaró la separación de estado de Bolívar de la Confederación Granadina centralista de Mariano Ospina Rodríguez, en alianza con el general Tomás Cipriano de Mosquera. Después de adoptar la presidencia mientras el general Mosquera se encontraba ausente, asumió la gobernación de Bolívar por varios períodos hasta que fue obligado a renunciar por las tropas insurrectas encabezadas por el general Antonio González Carazo.

### Presidencia
Siendo presidente del estado soberano de Bolívar, el general Nieto se declaró en ejercicio del poder ejecutivo de la Confederación Granadina, el 25 de enero de 1861, en Barranquilla, convirtiéndose así en el primer, y hasta ahora único afrocolombiano que ha ocupado la presidencia del país. Se mantuvo en el cargo hasta el 18 de julio del mismo año, cuando el general Tomás Cipriano de Mosquera se proclamó presidente de la Confederación, en medio de la guerra que se libraba en contra del gobierno conservador de Mariano Ospina Rodríguez

## Obra literaria

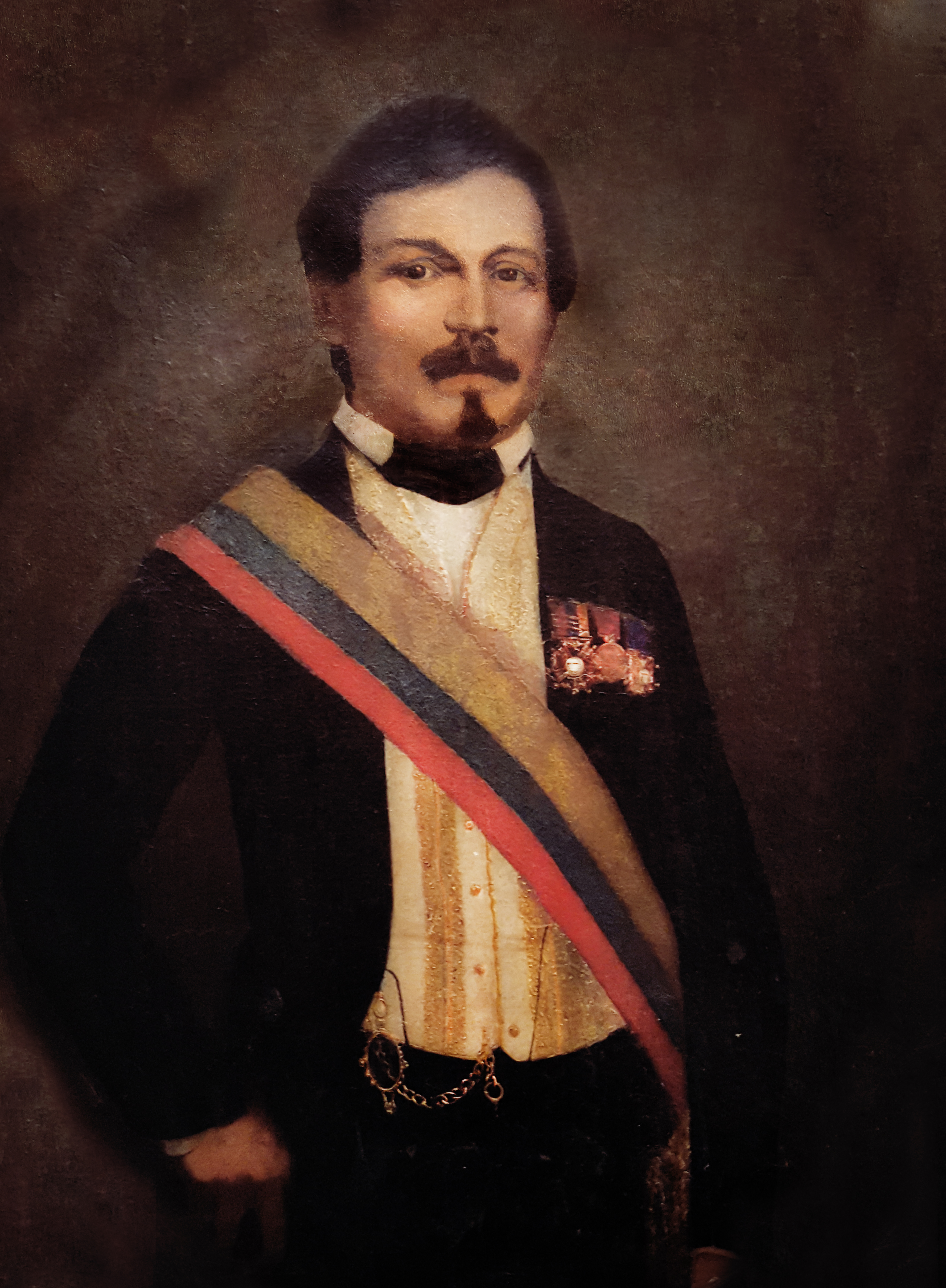
Pintura al óleo del presidente Nieto

La primera de sus obras de la que se tiene constancia es el folleto Derechos y deberes del hombre en sociedad, publicado en 1834, un documento en línea con la política del general Francisco de Paula Santander e influido por el enciclopedismo francés y las ideas del barón de Montesquieu.
En 1839 escribió Geografía histórica, estadística y local de la provincia de Cartagena. Según el padre de la disciplina de la sociología en Colombia, Orlando Fals Borda, esta es «la primera geografía regional de Colombia», citada, además, por el colombianista estadounidense Raymond L. Williams en su ensayo Novela y poder en Colombia (1844 – 1987).
Su primera novela, Ingermina o la hija de Calamar, fue escrita durante su exilio en Jamaica y fue publicada en una imprenta del mismo país en 1844. La obra se encuentra dedicada a su esposa Teresa Cavero, a quien el autor atribuye las virtudes de la protagonista. La novela tiene un invaluable valor histórico, pues se trata de la primera novela colombiana de la que se tenga registro.
Su segunda obra sería escrita igualmente durante su exilio e impresa en 1845: Los Moriscos, basada en la expulsión de los árabes de España. Poco tiempo después se le concedió una amnistía con la cual pudo regresar a Cartagena. De regreso en el país fundó el semanario La Democracia, en el que en forma de folletín sería publicada su tercera y última novela Rosina o la prisión de Chagres, inspirada en su estadía en Panamá.

## Obras
- Derechos y deberes del hombre en sociedad (1834)
- Geografía histórica, estadística y local de la provincia de Cartagena (1839)
- Diccionario mercantil (1841)
- Ingermina o la hija de Calamar (1844)
- Los moriscos (1845)
- Rosina o la prisión del castillo de Chagres (1850-1852)